# تورنفورية
التورنفورية (الاسم العلمي: Tournefortia) هي جنس من النباتات يتبع الفصيلة الحمحمية من طبقة النجمياوايات. سمي هذا الجنس من قبل عالم النبات السويدي كارل لينيوس (بالإنجليزية: Carl Linnaeus)‏ تكريماً لعالم النبات الفرنسي جوزف بيتون دو تورنفور (1656-1708) (بالإنجليزية: Joseph Pitton de Tournefort)‏.